# San Antonio de Padua
San Antonio de Padua (landläufig kurz Padua) ist eine Stadt in der Provinz Buenos Aires im östlichen Argentinien, das zum Ballungsraum Gran Buenos Aires gehört. Padua ist eine Stadt im Partido Merlo. Bürgermeister (Intendente) der 29 km vom Zentrum von Buenos Aires entfernten Stadt ist Gustavo Menéndez. Die nach der amtlichen Statistik des Jahres 2001 ermittelten 37.755 Einwohner des Ortes nennen sich Paduense.
Die Stadt wurde zu Ehren von Antonius von Padua benannt.

## Söhne der Stadt
- Néstor Ortigoza (* 1984), argentinisch-paraguayischer Fußballspieler
- Fernanda Scovenna (* 1988), Handballspielerin
- Yamil Asad (* 1994), Fußballspieler